# Pärk

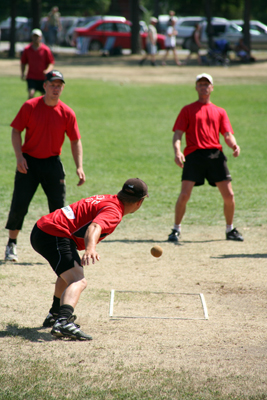
Pärkspelare vid Stångaspelen 2006.

Pärk är ett gammalt gotländskt bollspel som utövas utomhus. Bollen, som är tillverkad av ullgarn lindat kring en hårdare kärna och täckt av garvat fårskinn, skall slås med handen eller sparkas med foten, på volley eller efter första studs. Det finns två varianter, bakpärk och frampärk, där bakpärk är vanligast.
Man spelar på en jämn gräsplan och det är sju spelare i varje lag: en pärkkarl, två kasmötare, två halvdreivar och två langdreivar. Planens bredd är cirka 30 meter, medan längden är obegränsad.
På planen finns pärken, en ruta bestående av träribbor, och som läggs ut löst på marken.
Stängernas mått: L × B × H = 210 × 2,5 × 0,5–1 cm.
Stickornas mått: L × B × H = 70 × 2,5 × 0,5–1 cm.
Pärken placeras på planens mitt, med bakstickan i den kritade bakstickslinjen. Stickorna placeras mellan stängerna och bildar då innermåttet 205 × 70 cm.
Spelet sätts igång genom att en spelare i utelaget hugger (servar med ett underhandsslag) bollen in i pärken, och innelagets pärkkarl returnerar bollen till utelaget. Hugget ska slås med handen, och pärkkarlen ska returnera bollen efter att den studsat i pärkrutan. Samtliga spelare i utelaget hugger varsin gång, om inte kas i baken uppnåtts tidigare. Pärkkarlen får även slå bollen om den rullar genom pärken. På ett (valfritt) hugg av motståndarens sju försök får pärkkarlen även sparka ut bollen.
I bakpärk gör herrarna sina hugg 8 meter från framstickan på pärken. I ungdoms- samt damklasserna hugger man från 7 meter. I frampärk hugger alla en meter längre bort.
Spelet går ut på att utelaget ska ta så mycket mark (kas) som möjligt av innelaget. I bakpärk byter lagen plats efter sju hugg i rutan (varje spelare gör ett hugg), eller ifall utelaget lyckas ta all mark (kas i baken) och sen ska det nya innelaget försvara sin tagna mark. Får man ingen (kas) alls kallas det Grönlund-kas, alternativt Bylund-kas. Det nya utelaget har då i sin tur sju försök att ta mer mark än man just forlorat. Detta kallas en tia och det vinnande laget får 10 poäng. Gör båda lagen ”kas i baken” får laget som sist gör detta i omgången 10 poäng. Först till 40 poäng vinner pärken (setet). Bäst av 3 pärkar vinner matchen. Efter avslutad poäng står lagen kvar och utelaget hugger återigen sju hugg för att vinna mark som sedan skall försvaras.
"Ta mark" innebär att få bollen att studsa två gånger eller rulla på innelagets område. Ju längre bak detta sker, desto bättre för utelaget. Utelaget har i princip två huvudsakliga taktiska vägar att lyckas. Antingen att driva (slå) bollen så högt och långt som möjligt så att innelaget inte klarar att returnera den bort från sitt område, eller att placera den på en obevakad yta. Om innelaget slår bollen utanför planen eller får en dubbelträff, förlorar man all mark. Att förlora all mark kallas som framgår ovan att få ”kas i baken”. Gör utelaget motsvarande fel får de ingen mark på denna boll, men får hugga vidare.
Frampärks poängregler är betydligt mer komplicerade, bland annat har innelaget då två pärkkarlar som står vid rutan. Den främre pärkkarlen får returnera på volley eller släppa bollen till bakpärkkarlen, som returnerar efter studs. I frampärk har man bara två hugg/försök att ta mark. Lyckas man med det får man även ett tredje hugg (bättas-hugg).
Pärk utövas under barmarkssäsongen på Gotland. Något seriespel existerar inte, utan årets viktigaste tävling är Stångaspelen. Ungefär 200 lag har årligen deltagit under 2000-talet, något som inneburit en tredubbling av antalet lag på 30 år. Utöver Stångaspelen tävlar man i VM i bakpärk respektive frampärk. Seger i Stångaspelens Mästarklass anses vara det finaste man kan vinna inom pärk.